# Cubocephalus rufibasis
Cubocephalus rufibasis là một loài tò vò trong họ Ichneumonidae.